# Begóniafélék
A begóniafélék (Begoniaceae) a tökvirágúak (Cucurbitales) rendjének egyik családja.

## Előfordulásuk
A begóniafélék előfordulási területe majdnem az egész világ trópusi és szubtrópusi övezeteit magába foglalja. A népesebb begóniák megtalálhatók az Amerikákban, Afrikában, Ázsia déli és délkeleti részein, valamint a Fülöp-szigetek és Indonézia legtöbb szigetén is. Azonban a monotipikus Hillebrandia elterjedése kizárólag Hawaiira korlátozódik.

## Rendszerezés
A családba az alábbi 2 nemzetség tartozik:
- begónia (Begonia) L., 1753 - 1831 faj; típusnem
- Hillebrandia Oliv. - 1 faj